# Jake Sullivan
Jacob Jeremiah Sullivan (Burlington, 28 novembre 1976) è un politico e funzionario statunitense.
È stato consigliere di Hillary Clinton durante la campagna elettorale presidenziale 2016 e Vice Capo di Stato Maggiore presso il Dipartimento di Stato. È stato anche direttore della pianificazione politica presso il Dipartimento di Stato americano e anche consulente senior del governo degli Stati Uniti per i negoziati sul nucleare iraniano.
Il 23 novembre 2020 il presidente Joe Biden ha nominato Sullivan consigliere per la sicurezza nazionale.

## Biografia
Sullivan è nato a Burlington, nel Vermont, ed è cresciuto a Minneapolis, nel Minnesota. Suo padre lavorava per lo Star Tribune ed era professore alla Scuola di giornalismo e comunicazione di massa dell'Università del Minnesota, sua madre era una consulente di orientamento scolastico.  Sullivan ha frequentato la Southwest High School di Minneapolis, dove si è diplomato nel 1994. Era uno studente della Coca-Cola Foundation, un campione nei dibattiti, presidente del consiglio studentesco.
Sullivan ha frequentato la Yale University, dove si è laureato  con lode nel 1998 in studi internazionali e scienze politiche e ha ricevuto l'Alpheus Henry Snow Prize.  Sullivan ha vinto una borsa di studio Rhodes per frequentare il Magdalen College di Oxford, dove ha studiato relazioni internazionali. Gli è stato anche assegnato una borsa di studio Marshall lo stesso anno, ma la rifiutò a favore della borsa Rhodes.  Mentre era a Oxford, Sullivan è stato caporedattore dell'Oxford International Review ed è stato al secondo posto della squadra al World Universities Debating Championship del 2000 a Sydney, in Australia. Ha ottenuto un Master in Filosofia  e poi in giurisprudenza presso la Yale Law School nel 2003.
A Yale, è stato direttore dello Yale Law Journal e dello Yale Daily News. Era membro della Yale Debate Association e ha ottenuto una borsa di studio Truman nel suo primo anno.  Ha anche lavorato per il presidente della Brookings Institution Strobe Talbott presso lo Yale Center for the Study of Globalization.

## Carriera
Dopo la laurea in giurisprudenza, Sullivan è stato impiegato per il giudice Guido Calabresi della Corte d'Appello degli Stati Uniti per il Secondo Circuito e poi per il giudice Stephen Breyer della Corte Suprema degli Stati Uniti. In seguito Sullivan tornò a Minneapolis per esercitare la professione legale presso Faegre & Benson e insegnò legge come professore a contratto presso la University of St. Thomas School of Law.  Dopo Faegre e Benson, Sullivan ha lavorato come consigliere capo della senatrice Amy Klobuchar, che lo ha avvicinato a Clinton. 

### Amministrazione Obama

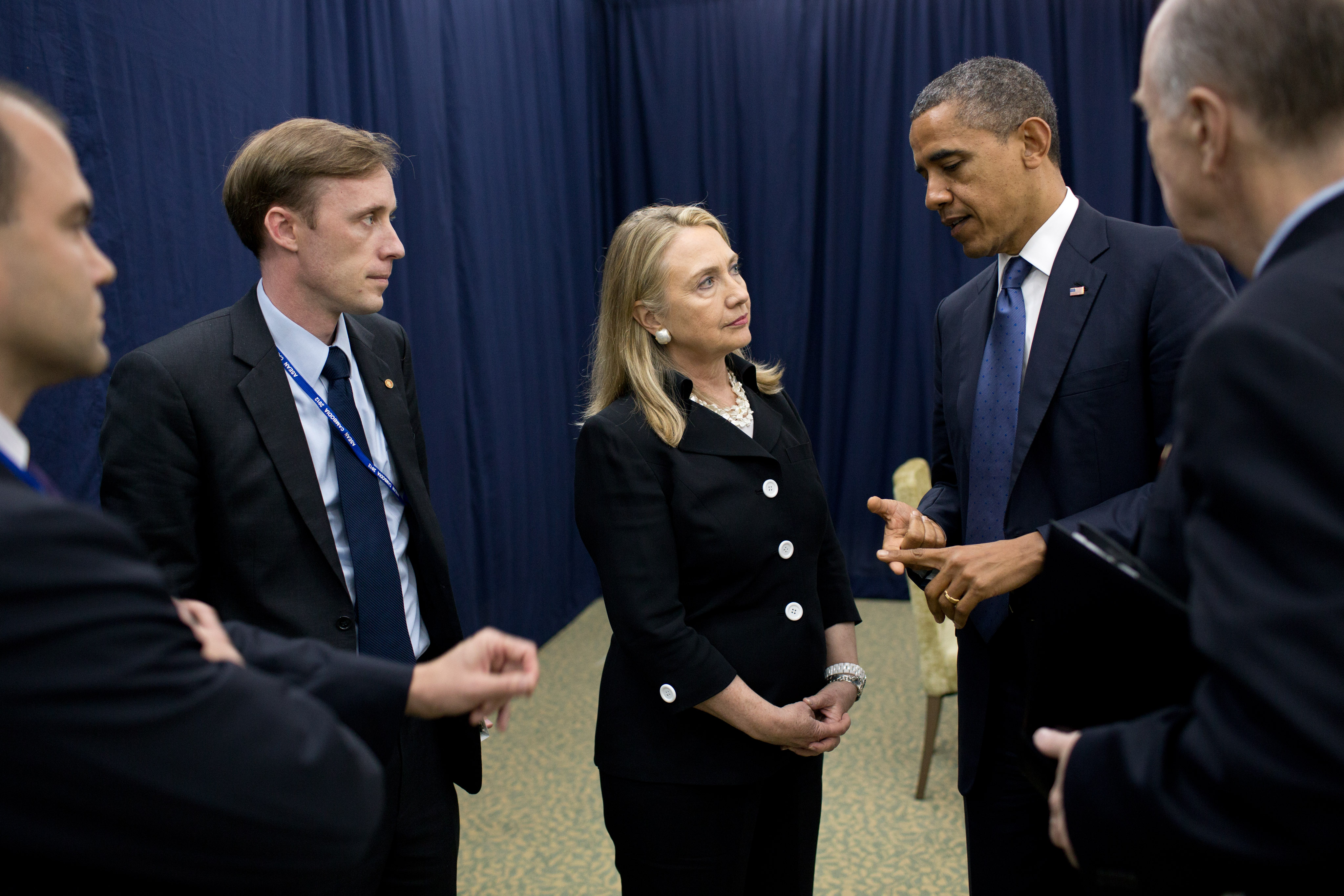
Sullivan, Hillary Clinton e Barack Obama nel novembre 2012

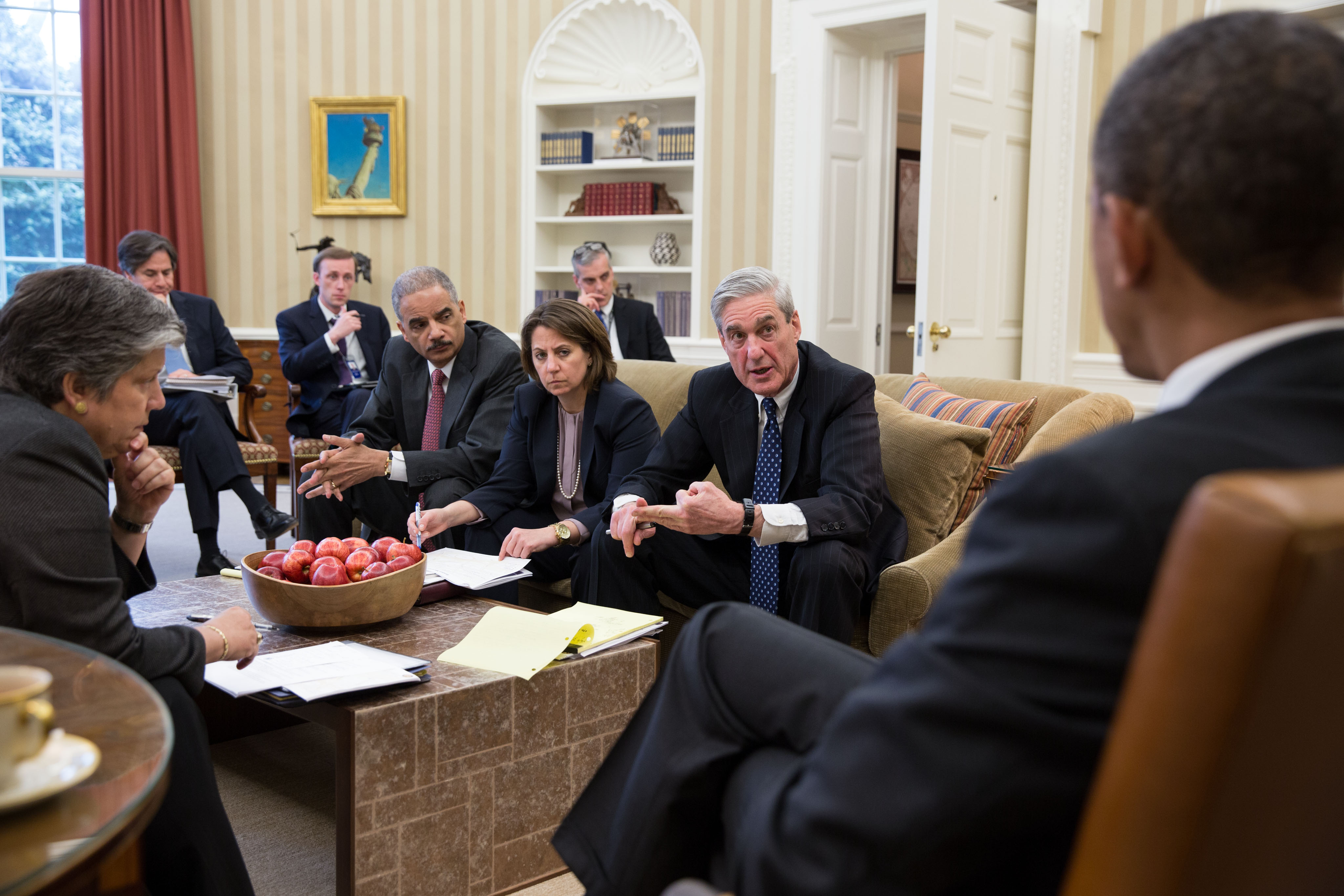
Il Presidente Obama discute sulle esplosioni nella Maratona di Boston del 2013

Nel 2008, Sullivan è stato consigliere di Hillary Clinton durante il ciclo delle primarie e poi di Barack Obama durante la campagna elettorale. Ha preparato Clinton e Obama per i dibattiti. Quando la Clinton divenne Segretario di Stato, Sullivan si unì come suo vice capo dello staff e Direttore della pianificazione politica; viaggiò con lei in 112 paesi.
Sullivan ha lavorato nell'amministrazione Obama come vice assistente del presidente e consigliere per la sicurezza nazionale del vicepresidente degli Stati Uniti Joe Biden. È diventato il principale aiutante di sicurezza di Biden nel febbraio 2013 dopo che Clinton si è dimessa da Segretario di Stato. In quegli incarichi, si è occupato  politica estera degli Stati Uniti nei confronti di Libia, Siria e Myanmar. Il 4 dicembre 2017, WikiLeaks ha rivelato in un tweet che Sullivan aveva inviato un'e-mail a Hilary Clinton nel febbraio 2012 dicendo: "Al-Qaeda è dalla nostra parte in Siria".
Il 20 giugno 2014, il New York Times ha riferito che Sullivan avrebbe lasciato l'amministrazione nell'agosto 2014 per insegnare alla Yale Law School. A partire dal 2020, era un senior fellow non residente presso il Carnegie Endowment for International Peace.

## Vita privata
Sullivan è sposato con Maggie Goodlander, membro della Camera dei Rappresentanti per il 2º distretto distrettuale del New Hampshire dal 2025 ed in precedenza ex consigliere dei senatori Joe Lieberman e John McCain e impiegata legale dell'allora giudice capo Merrick Garland e del giudice Stephen Breyer.